# Новополтава (Ключевский район)
Новополта́ва — село в Ключевском районе Алтайского края. Административный центр Новополтавского сельсовета.

## История
Основано в 1888 году. В 1928 году село Ново-Полтава состояло из 272 хозяйства, основное население — украинцы. В административном отношении являлось центром Ново-Полтавского сельсовета Ключевского района Славгородского округа Сибирского края.

## Население
| 1997 | 1998  | 1999  | 2000  | 2001 | 2002  | 2003 | 2004  | 2005 |
| ---- | ----- | ----- | ----- | ---- | ----- | ---- | ----- | ---- |
| 1115 | ↘1108 | ↗1109 | ↘1077 | ↘957 | ↗1024 | ↘954 | ↗1034 | ↘912 |
| 2006 | 2007  | 2008  | 2009  | 2010 | 2011  | 2012 | 2013  |      |
| ↘903 | ↗907  | ↗925  | →925  | ↘840 | ↘833  | ↘822 | ↘810  |      |

## Улицы
| - ул. 40 лет Октября, - ул. 60 лет Октября, - ул. Горелика, | - ул. Карла Маркса, - ул. Молодёжная, - ул. Партизанская, | - ул. Первомайская, - ул. Пролетарская, - ул. Советская. |

## Известные уроженцы
- Курченко, Надежда Владимировна (1950—1970) — советская бортпроводница, погибшая при попытке предотвратить угон самолёта террористами.